# Liga Națională de handbal feminin 2020-2021, echipele
Acest articol prezintă componența echipelor care participă în Liga Națională de handbal feminin 2020-2021. 
Pentru transferurile efectuate de aceste echipe, vedeți Liga Națională 2020-2021, transferuri.

### CS Minaur Baia Mare
Antrenor principal:  Costică Buceschi
Antrenor secund:  Magdalena Kovacs
Antrenor cu portarii:  Claudia Cetățeanu
| Nr. | Post            | Nume                           | Data nașterii (vârsta) | Înălțime | Selecții | Goluri | Echipă              |
| --- | --------------- | ------------------------------ | ---------------------- | -------- | -------- | ------ | ------------------- |
| 1   | Portar          | Cristina Enache                | 1 mai 1994             | 1,82 m   |          |        | CS Minaur Baia Mare |
| 3   | Inter dreapta   | Jelena Lavko                   | 6 iulie 1991           | 1,84 m   |          |        | CS Minaur Baia Mare |
| 4   | Pivot           | Iaroslava Burlacenko (căpitan) | 14 mai 1992            | 1,79 m   |          |        | CS Minaur Baia Mare |
| 5   | Pivot           | Linn Blohm                     | 20 mai 1992            | 1,80 m   |          |        | CS Minaur Baia Mare |
| 6   | Extremă stânga  | Petruța Argyelan3)             | 25 iunie 1999          | 1,65 m   |          |        | CS Minaur Baia Mare |
| 7   | Inter dreapta   | Helena Ryšánková4)             | 19 noiembrie 1992      | 1,75 m   |          |        | CS Minaur Baia Mare |
| 8   | Pivot/Centru    | Angela Cioca                   | 23 ianuarie 1995       | 1,76 m   |          |        | CS Minaur Baia Mare |
| 9   | Extremă stânga  | Ana Maria Tănasie              | 6 aprilie 1995         | 1,73 m   |          |        | CS Minaur Baia Mare |
| 11  | Inter stânga    | Karoline de Souza              | 24 aprilie 1990        | 1,81 m   |          |        | CS Minaur Baia Mare |
| 12  | Portar          | Filippa Idéhn                  | 15 august 1990         | 1,83 m   |          |        | CS Minaur Baia Mare |
| 13  | Centru          | Cristina Laslo                 | 10 aprilie 1996        | 1,78 m   |          |        | CS Minaur Baia Mare |
| 16  | Portar          | Cristina Ciaușescu2)           | 16 februarie 2000      | 1,76 m   |          |        | CS Minaur Baia Mare |
| 20  | Extremă stânga  | Larissa Araújo                 | 1 iunie 1992           | 1,67 m   |          |        | CS Minaur Baia Mare |
| 21  | Extremă stânga  | Éva Kerekes                    | 7 aprilie 2001         | 1,71 m   |          |        | CS Minaur Baia Mare |
| 24  | Inter stânga    | Jovana Kovačević               | 9 aprilie 1996         | 1,78 m   |          |        | CS Minaur Baia Mare |
| 25  | Inter stânga    | Mikaela Mässing                | 13 aprilie 1994        | 1,88 m   |          |        | CS Minaur Baia Mare |
| 27  | Extremă dreapta | Asuka Fujita                   | 14 februarie 1992      | 1,66 m   |          |        | CS Minaur Baia Mare |
| 30  | Extremă dreapta | Sonia Seraficeanu              | 25 iulie 1997          | 1,76 m   |          |        | CS Minaur Baia Mare |
| 55  | Extremă dreapta | Oana Borș                      | 27 noiembrie 2003      | 1,71 m   |          |        | CS Minaur Baia Mare |
| 70  | Centru          | Andreea Popa                   | 3 iunie 2000           | 1,77 m   |          |        | CS Minaur Baia Mare |
| 79  | Portar          | Ionica Munteanu1)              | 7 ianuarie 1979        | 1,74 m   |          |        | CS Minaur Baia Mare |
| 98  | Inter dreapta   | Andreea Tecar                  | 21 martie 1998         | 1,80 m   |          |        | CS Minaur Baia Mare |
| 99  | Inter stânga    | Anca Polocoșer                 | 1 mai 1997             | 1,80 m   |          |        | CS Minaur Baia Mare |

1) Transferată, pe 20 ianuarie 2021, de la echipa ACS Crișul Chișineu-Criș;
2) Retrasă din activitate, în ianuarie 2021;
3) Transferată, în ianuarie 2021 la echipa CSM Târgu Jiu;
4) Contract reziliat în martie 2021;

### CS Gloria 2018 Bistrița Năsăud
Antrenor principal:  Alexandru Radu Moldovan (din 26 martie 2021)
Antrenor principal:  Horațiu Pașca (până pe 26 martie 2021)
Antrenor secund:
Antrenor cu portarii:  Gabriel Borodi
| Nr. | Post            | Nume                    | Data nașterii (vârsta) | Înălțime | Selecții | Goluri | Echipă                  |
| --- | --------------- | ----------------------- | ---------------------- | -------- | -------- | ------ | ----------------------- |
| 1   | Portar          | Ana Maria Măzăreanu     | 4 februarie 1993       | 1,80 m   |          |        | CS Gloria 2018 Bistrița |
| 2   | Extremă stânga  | Nicoleta Dincă          | 2 august 1988          | 1,70 m   |          |        | CS Gloria 2018 Bistrița |
| 3   | Extremă dreapta | Magdalena Paraschiv     | 11 august 1982         | 1,67 m   |          |        | CS Gloria 2018 Bistrița |
| 4   | Centru          | Laura Pristăvița        | 20 iulie 1989          | 1,76 m   |          |        | CS Gloria 2018 Bistrița |
| 5   | Inter stânga    | Szilvia Szabó           | 3 iulie 1996           | 1,75 m   |          |        | CS Gloria 2018 Bistrița |
| 6   | Inter dreapta   | Almudena Rodríguez      | 9 noiembrie 1993       | 1,75 m   |          |        | CS Gloria 2018 Bistrița |
| 8   | Inter stânga    | Maria Țanc              | 28 septembrie 2000     | 1,72 m   |          |        | CS Gloria 2018 Bistrița |
| 9   | Pivot           | Raluca Băcăoanu         | 2 mai 1989             | 1,77 m   |          |        | CS Gloria 2018 Bistrița |
| 11  | Inter stânga    | Andreea Târșoagă        | 27 octombrie 2001      | 1,77 m   |          |        | CS Gloria 2018 Bistrița |
| 12  | Portar          | Darly de Paula          | 25 august 1982         | 1,78 m   |          |        | CS Gloria 2018 Bistrița |
| 15  | Extremă stânga  | Valentina Ardean-Elisei | 5 iunie 1982           | 1,71 m   |          |        | CS Gloria 2018 Bistrița |
| 18  | Inter stânga    | Natalia Savcîn          | 18 ianuarie 1996       | 1,83 m   |          |        | CS Gloria 2018 Bistrița |
| 21  | Centru          | Diana Ilina             | 4 ianuarie 1996        | 1,74 m   |          |        | CS Gloria 2018 Bistrița |
| 24  | Pivot           | Daniela Rațiu           | 14 septembrie 1988     | 1,73 m   |          |        | CS Gloria 2018 Bistrița |
| 25  | Centru          | Andreea Tetean          | 25 februarie 1989      | 1,76 m   |          |        | CS Gloria 2018 Bistrița |
| 28  | Inter dreapta   | Natalia Vasilevskaia    | 23 februarie 1991      | 1,73 m   |          |        | CS Gloria 2018 Bistrița |
| 79  | Extremă dreapta | Andra Moroianu          | 15 septembrie 2000     | 1,72 m   |          |        | CS Gloria 2018 Bistrița |
| 88  | Extremă dreapta | Mariana Costa           | 14 octombrie 1992      | 1,66 m   |          |        | CS Gloria 2018 Bistrița |
| 96  | Extremă stânga  | Bianca Zegrean          | 23 august 1997         | 1,66 m   |          |        | CS Gloria 2018 Bistrița |

### HC Dunărea Brăila
Antrenor principal:  Neven Hrupec
Antrenor secund:  Mihail Dumitru
| Nr. | Post                  | Nume                   | Data nașterii (vârsta) | Înălțime | Selecții | Goluri | Echipă            |
| --- | --------------------- | ---------------------- | ---------------------- | -------- | -------- | ------ | ----------------- |
| 2   | Extremă/Inter dreapta | Aneta Udriștioiu       | 22 iunie 1989          | 1,68 m   |          |        | HC Dunărea Brăila |
| 7   | Extremă dreapta       | Cătălina Preda         | 16 ianuarie 1991       | 1,74 m   |          |        | HC Dunărea Brăila |
| 9   | Inter stânga          | Gabriella Bucur        | 31 august 1984         | 1,83 m   |          |        | HC Dunărea Brăila |
| 13  | Pivot                 | Nicoleta Safta         | 17 noiembrie 1994      | 1,76 m   |          |        | HC Dunărea Brăila |
| 15  | Centru                | Diana Axinte           | 16 ianuarie 1996       | 1,67 m   |          |        | HC Dunărea Brăila |
| 16  | Portar                | Ljubica Nenezić        | 15 ianuarie 1997       | 1,79 m   |          |        | HC Dunărea Brăila |
| 18  | Inter stânga          | Bojana Milić           | 30 iunie 1993          | 1,83 m   |          |        | HC Dunărea Brăila |
| 19  | Inter stânga          | Maria Kanaval          | 19 martie 1997         | 1,85 m   |          |        | HC Dunărea Brăila |
| 20  | Extremă dreapta       | Iasmina Ichim          | 11 noiembrie 2001      |          |          |        | HC Dunărea Brăila |
| 22  | Pivot                 | Mirabela Coteț         | 22 februarie 2001      | 1,75 m   |          |        | HC Dunărea Brăila |
| 24  | Centru                | Elena Dache            | 24 martie 1997         | 1,74 m   |          |        | HC Dunărea Brăila |
| 27  | Inter dreapta         | Sanja Premović1)       | 27 noiembrie 1992      | 1,82 m   |          |        | HC Dunărea Brăila |
| 28  | Extremă stânga        | Alina Czeczi (căpitan) | 15 octombrie 1989      | 1,66 m   |          |        | HC Dunărea Brăila |
| 30  | Centru                | Mădălina Zamfirescu    | 31 octombrie 1994      | 1,78 m   |          |        | HC Dunărea Brăila |
| 31  | Inter stânga          | Bianca Tiron           | 31 mai 1995            | 1,81 m   |          |        | HC Dunărea Brăila |
| 71  | Extremă stânga        | Jovana Sazdovska       | 27 iunie 1993          | 1,77 m   |          |        | HC Dunărea Brăila |
| 77  | Pivot                 | Tamires Araújo         | 16 mai 1994            | 1,84 m   |          |        | HC Dunărea Brăila |
| 89  | Centru/Inter stânga   | Ioana Bălăceanu        | 13 februarie 2001      | 1,74 m   |          |        | HC Dunărea Brăila |
| 94  | Portar                | Elena Șerban           | 15 octombrie 1994      | 1,78 m   |          |        | HC Dunărea Brăila |
| 98  | Extremă stânga        | Ștefania Epureanu      | 10 noiembrie 1998      | 1,70 m   |          |        | HC Dunărea Brăila |
| 99  | Inter dreapta         | Marina Dmitrović       | 23 martie 1985         | 1,82 m   |          |        | HC Dunărea Brăila |

1) Transferată, în decembrie 2020, la echipa slovacă Iuventa Michalovce;

### CSM București
Antrenor principal:  Adrian Vasile
Antrenor secund:  Iulia Curea
Antrenor cu portarii:  Mehmedalija Mulabdić
| Nr. | Post            | Nume                    | Data nașterii (vârsta) | Înălțime | Selecții | Goluri | Echipă        |
| --- | --------------- | ----------------------- | ---------------------- | -------- | -------- | ------ | ------------- |
| 1   | Portar          | Raluca Săndulache       | 4 octombrie 2001       | 1,73 m   |          |        | CSM București |
| 8   | Inter stânga    | Cristina Neagu          | 26 august 1988         | 1,80 m   |          |        | CSM București |
| 11  | Inter stânga    | Gabriela Perianu        | 20 iunie 1994          | 1,87 m   |          |        | CSM București |
| 15  | Inter dreapta   | Andrea Klikovac         | 5 mai 1991             | 1,74 m   |          |        | CSM București |
| 16  | Portar          | Denisa Dedu             | 27 septembrie 1994     | 1,81 m   |          |        | CSM București |
| 17  | Centru          | Elizabeth Omoregie      | 29 decembrie 1996      | 1,78 m   |          |        | CSM București |
| 22  | Extremă dreapta | Carmen Martín           | 29 mai 1988            | 1,69 m   |          |        | CSM București |
| 23  | Extremă stânga  | Diana Fînaru            | 23 aprilie 2001        | 1,65 m   |          |        | CSM București |
| 24  | Extremă stânga  | Martine Smeets          | 5 mai 1990             | 1,72 m   |          |        | CSM București |
| 25  | Inter dreapta   | Barbara Lazović         | 4 ianuarie 1988        | 1,83 m   |          |        | CSM București |
| 27  | Centru          | Denisa Vâlcan           | 19 septembrie 2000     | 1,73 m   |          |        | CSM București |
| 28  | Extremă stânga  | Siraba Dembélé Pavlović | 28 iunie 1986          | 1,72 m   |          |        | CSM București |
| 35  | Pivot           | Ștefania Jipa           | 1 martie 2001          | 1,74 m   |          |        | CSM București |
| 72  | Pivot           | Dragana Cvijić          | 15 martie 1990         | 1,85 m   |          |        | CSM București |
| 77  | Pivot           | Crina Pintea            | 3 aprilie 1990         | 1,92 m   |          |        | CSM București |
| 86  | Inter stânga    | Alexandrina Cabral      | 5 mai 1986             | 1,75 m   |          |        | CSM București |
| 87  | Portar          | Jelena Grubišić         | 20 ianuarie 1987       | 1,84 m   |          |        | CSM București |
| 89  | Extremă dreapta | Laura Moisă             | 21 august 1989         | 1,73 m   |          |        | CSM București |
| 97  | Inter stânga    | Bianca Bazaliu          | 30 iulie 1997          | 1,81 m   |          |        | CSM București |

### CS Rapid București
Antrenor principal:  Carlos Viver (din 5 noiembrie 2020)
Antrenor principal:  Carmen Amariei (până pe 5 noiembrie 2020)
Antrenor secund:  David Ginesta (din 5 noiembrie 2020)
Antrenor secund:  Constantin Frâncu (până pe 5 noiembrie 2020)
Antrenor cu portarii:   Mihaela Ciobanu
| Nr. | Post            | Nume                   | Data nașterii (vârsta) | Înălțime | Selecții | Goluri | Echipă             |
| --- | --------------- | ---------------------- | ---------------------- | -------- | -------- | ------ | ------------------ |
| 5   | Pivot           | Georgiana Bazon        | 11 ianuarie 1994       | 1,83 m   |          |        | CS Rapid București |
| 6   | Pivot           | Florentina Craiu       | 24 ianuarie 1996       | 1,70 m   |          |        | CS Rapid București |
| 7   | Centru          | Eliza Buceschi         | 1 august 1993          | 1,77 m   |          |        | CS Rapid București |
| 8   | Inter stânga    | Alexandra Trifan       | 28 august 1989         |          |          |        | CS Rapid București |
| 10  | Pivot           | Albertina Kassoma      | 12 iunie 1996          | 1,94 m   |          |        | CS Rapid București |
| 13  | Inter stânga    | Ana Maria Văcariu      | 15 septembrie 1998     |          |          |        | CS Rapid București |
| 18  | Centru          | Daniela Todor          | 18 noiembrie 1988      | 1,79 m   |          |        | CS Rapid București |
| 20  | Inter dreapta   | Jasna Boljević         | 16 martie 1989         | 1,89 m   |          |        | CS Rapid București |
| 23  | Extremă stânga  | Marina Ilie            | 11 ianuarie 2001       | 1,70 m   |          |        | CS Rapid București |
| 27  | Extremă stânga  | Andreea Chiricuță      | 27 februarie 1994      | 1,66 m   |          |        | CS Rapid București |
| 28  | Portar          | Gabriela Dobre         | 2 februarie 1982       | 1,71 m   |          |        | CS Rapid București |
| 29  | Inter dreapta   | Laura Popa             | 29 iunie 1994          | 1,81 m   |          |        | CS Rapid București |
| 55  | Pivot           | Itana Čavlović         | 27 august 1997         | 1,86 m   |          |        | CS Rapid București |
| 58  | Portar          | Diana Diaconu          | 5 decembrie 1991       |          |          |        | CS Rapid București |
| 67  | Inter dreapta   | Ștefania Lazăr         | 15 aprilie 1989        | 1,77 m   |          |        | CS Rapid București |
| 77  | Extremă dreapta | Alexandra Badea        | 22 mai 1998            | 1,75 m   |          |        | CS Rapid București |
| 94  | Inter stânga    | Claudia Constantinescu | 18 iunie 1994          | 1,78 m   |          |        | CS Rapid București |
| 97  | Portar          | Julie Foggea           | 28 august 1990         | 1,81 m   |          |        | CS Rapid București |

### SCM Gloria Buzău
Antrenor principal:  Ovidiu Mihăilă
Antrenor secund:  Romeo Ilie
| Nr. | Post            | Nume                | Data nașterii (vârsta) | Înălțime | Selecții | Goluri | Echipă           |
| --- | --------------- | ------------------- | ---------------------- | -------- | -------- | ------ | ---------------- |
| 3   | Extremă dreapta | Ana Maria Simion    | 5 octombrie 1988       | 1,68 m   |          |        | SCM Gloria Buzău |
| 4   | Extremă dreapta | Dijana Ujkić        | 5 iulie 1996           | 1,72 m   |          |        | SCM Gloria Buzău |
| 6   | Pivot           | Alexandra Subțirică | 8 decembrie 1987       | 1,70 m   |          |        | SCM Gloria Buzău |
| 9   | Centru          | Andreea Rotaru      | 20 februarie 1994      | 1,75 m   |          |        | SCM Gloria Buzău |
| 10  | Inter stânga    | Diana Munteanu      | 1 mai 1987             | 1,89 m   |          |        | SCM Gloria Buzău |
| 11  | Extremă stânga  | Oana Cîrstea        | 5 februarie 1989       | 1,72 m   |          |        | SCM Gloria Buzău |
| 12  | Portar          | Alina Iordache      | 22 martie 1982         | 1,77 m   |          |        | SCM Gloria Buzău |
| 14  | Inter stânga    | Ada Moldovan        | 15 noiembrie 1983      | 1,75 m   |          |        | SCM Gloria Buzău |
| 17  | Centru          | Carmen Stoleru      | 11 octombrie 1986      | 1,73 m   |          |        | SCM Gloria Buzău |
| 18  | Extremă stânga  | Claudia Condurache  | 23 ianuarie 2000       |          |          |        | SCM Gloria Buzău |
| 19  | Centru          | Alexandra Gavrilă   | 16 iunie 1995          | 1,71 m   |          |        | SCM Gloria Buzău |
| 23  | Inter stânga    | Raluca Petruș       | 26 decembrie 1998      | 1,80 m   |          |        | SCM Gloria Buzău |
| 55  | Centru          | Elena Livrinikj     | 16 noiembrie 1992      | 1,81 m   |          |        | SCM Gloria Buzău |
| 66  | Inter dreapta   | Andreea Mărginean   | 17 ianuarie 1990       | 1,85 m   |          |        | SCM Gloria Buzău |
| 71  | Pivot           | Bobana Klikovac     | 27 iunie 1995          | 1,81 m   |          |        | SCM Gloria Buzău |
| 77  | Extremă stânga  | Ana Maria Popa      | 25 februarie 1990      | 1,75 m   |          |        | SCM Gloria Buzău |
| 78  | Inter stânga    | Patricia Moraru     | 18 septembrie 2000     | 1,76 m   |          |        | SCM Gloria Buzău |
| 83  | Pivot           | Marija Petrović     | 18 martie 1994         | 1,85 m   |          |        | SCM Gloria Buzău |
| 88  | Inter dreapta   | Anđela Janjušević   | 15 iunie 1995          | 1,78 m   |          |        | SCM Gloria Buzău |
| 91  | Portar          | Andreea Polocoșer   | 15 iunie 1991          | 1,82 m   |          |        | SCM Gloria Buzău |
| 96  | Inter dreapta   | Alina Ilie          | 13 mai 1996            | 1,77 m   |          |        | SCM Gloria Buzău |
| 99  | Inter stânga    | Marija Šteriova     | 19 martie 1991         | 1,79 m   |          |        | SCM Gloria Buzău |

### ACS Crișul Chișineu-Criș
Pe 16 noiembrie 2020 noul Consiliu de Administrație al ACS Crișul Chișineu-Criș, constituit prin votul noii majorități politice din oraș. a votat retragerea echipei din Liga Națională, deoarece „bugetul orașului nu suportă susținerea echipei de handbal în Liga Florilor”. În consecință, „contractele sportivilor și antrenorilor [...] încetează conform regulamentelor [...], aceștia putând să se transfere la alte echipe”.
Antrenor principal:  Narcis Cîtu
Antrenor secund:
| Nr. | Post            | Nume                 | Data nașterii (vârsta) | Înălțime | Selecții | Goluri | Echipă                   |
| --- | --------------- | -------------------- | ---------------------- | -------- | -------- | ------ | ------------------------ |
| 3   | Extremă stânga  | Bianca Cherecheși4)  | 8 decembrie 1996       |          |          |        | ACS Crișul Chișineu-Criș |
| 7   | Pivot           | Daiana Gaiu          | 11 iulie 1997          | 1,73 m   |          |        | ACS Crișul Chișineu-Criș |
| 9   | Centru          | Sabine Klimek4)      | 13 martie 1991         | 1,73 m   |          |        | ACS Crișul Chișineu-Criș |
| 10  | Centru          | Anna Ivanenko5)      | 13 aprilie 2000        | 1,78 m   |          |        | ACS Crișul Chișineu-Criș |
| 11  | Pivot           | Diana Șamanț7)       | 31 august 2001         | 1,67 m   |          |        | ACS Crișul Chișineu-Criș |
| 12  | Portar          | Andreea Năstasă10)   | 29 ianuarie 1998       | 1,70 m   |          |        | ACS Crișul Chișineu-Criș |
| 13  | Inter stânga    | Cornelia Vrabie      | 13 iulie 1994          |          |          |        | ACS Crișul Chișineu-Criș |
| 15  | Inter stânga    | Loredana Horge       | 15 ianuarie 2000       |          |          |        | ACS Crișul Chișineu-Criș |
| 17  | Pivot           | Andriana Naumenko3)  | 12 decembrie 1998      | 1,82 m   |          |        | ACS Crișul Chișineu-Criș |
| 19  | Portar          | Nicoleta Pășălan     | 22 iulie 1998          |          |          |        | ACS Crișul Chișineu-Criș |
| 22  | Extremă stânga  | Alexandra Haidu      | 22 octombrie 1997      |          |          |        | ACS Crișul Chișineu-Criș |
| 23  | Inter stânga    | Réka Tamás11)        | 17 mai 1993            | 1,81 m   |          |        | ACS Crișul Chișineu-Criș |
| 25  | Extremă dreapta | Jessica Snakovszki8) | 24 iunie 1999          |          |          |        | ACS Crișul Chișineu-Criș |
| 26  | Centru          | Roxana Boldor9)      | 26 februarie 1999      |          |          |        | ACS Crișul Chișineu-Criș |
| 27  | Extremă dreapta | Andreea Taivan2)     | 27 aprilie 1997        | 1,70 m   |          |        | ACS Crișul Chișineu-Criș |
| 55  | Inter stânga    | Simina Vezențan8)    | 25 ianuarie 1991       |          |          |        | ACS Crișul Chișineu-Criș |
| 62  | Extremă stânga  | Carina Ciui          | 14 aprilie 2000        |          |          |        | ACS Crișul Chișineu-Criș |
| 79  | Portar          | Ionica Munteanu1)6)  | 7 ianuarie 1979        | 1,74 m   |          |        | ACS Crișul Chișineu-Criș |
| 99  | Extremă dreapta | Milica Golušin       | 10 aprilie 1995        | 1,72 m   |          |        | ACS Crișul Chișineu-Criș |

1) Transferată, pe 5 noiembrie 2020;
2) Transferată, pe 7 ianuarie 2021, la echipa franceză Jeanne d’Arc Dijon Handball;
3) Transferată, pe 18 decembrie 2020, la echipa HCM Slobozia;
4) Transferate, în ianuarie 2021, la echipa CSM Deva;
5) Transferată, în ianuarie 2021, la echipa CSM Târgu Jiu;
6) Transferată, pe 20 ianuarie 2021, la echipa CS Minaur Baia Mare;
7) Transferată, în ianuarie 2021, la echipa CSM Târgu Jiu;
8) Transferate, în ianuarie 2021, la echipa CS Universitatea Reșița;
9) Transferată, în ianuarie 2021, la echipa CS Universitar Oradea;
10) Transferată, în ianuarie 2021, la echipa CSM Deva;
11) Transferată, în ianuarie 2021, la echipa CS Măgura Cisnădie;

### CS Măgura Cisnădie
Antrenor principal:  Alexandru Weber
Antrenor secund:  Bogdan Nițu
| Nr. | Post                  | Nume                | Data nașterii (vârsta) | Înălțime | Selecții | Goluri | Echipă             |
| --- | --------------------- | ------------------- | ---------------------- | -------- | -------- | ------ | ------------------ |
| 2   | Centru                | Andreea Ianași      | 2 decembrie 1992       | 1,70 m   |          |        | CS Măgura Cisnădie |
| 4   | Extremă dreapta       | Mădălina Predoi     | 4 ianuarie 1992        | 1,69 m   |          |        | CS Măgura Cisnădie |
| 9   | Inter stânga          | Réka Tamás1)        | 17 mai 1993            | 1,81 m   |          |        | CS Măgura Cisnădie |
| 12  | Portar                | Denisa Tudor        | 23 ianuarie 2000       | 1,75 m   |          |        | CS Măgura Cisnădie |
| 14  | Centru/Pivot          | Dana Abed-Kader     | 21 iunie 1996          | 1,74 m   |          |        | CS Măgura Cisnădie |
| 16  | Portar                | Elena Voicu         | 28 aprilie 1990        | 1,78 m   |          |        | CS Măgura Cisnădie |
| 17  | Centru                | Valentina Blažević  | 14 februarie 1994      | 1,70 m   |          |        | CS Măgura Cisnădie |
| 18  | Inter dreapta         | Elena Gjeorgjievska | 27 martie 1990         | 1,79 m   |          |        | CS Măgura Cisnădie |
| 19  | Extremă stânga        | Bianca Marin        | 30 octombrie 1999      | 1,68 m   |          |        | CS Măgura Cisnădie |
| 20  | Extremă dreapta       | Daniela Necula      | 22 septembrie 2000     |          |          |        | CS Măgura Cisnădie |
| 21  | Extremă stânga        | Dijana Radojević    | 2 aprilie 1990         | 1,70 m   |          |        | CS Măgura Cisnădie |
| 23  | Pivot                 | Timea Tătar         | 28 iulie 1989          | 1,71 m   |          |        | CS Măgura Cisnădie |
| 31  | Inter stânga          | Sylwia Lisewska     | 31 mai 1986            | 1,84 m   |          |        | CS Măgura Cisnădie |
| 77  | Centru/Extremă stânga | Valentina Panici    | 1 ianuarie 1988        | 1,65 m   |          |        | CS Măgura Cisnădie |
| 90  | Inter dreapta         | Aleksandra Zych     | 28 iulie 1993          | 1,86 m   |          |        | CS Măgura Cisnădie |
| 96  | Portar                | Alexandra Prodan    | 11 iunie 1996          |          |          |        | CS Măgura Cisnădie |

1) Transferată, în ianuarie 2021, de la echipa ACS Crișul Chișineu-Criș;

### Universitatea Cluj
Antrenor principal:  Alexandru Curescu (din 10 iunie până pe 24 noiembrie 2020)
Antrenor secund:  Sebastian Micola
| Nr. | Post            | Nume                       | Data nașterii (vârsta) | Înălțime | Selecții | Goluri | Echipă          |
| --- | --------------- | -------------------------- | ---------------------- | -------- | -------- | ------ | --------------- |
| 3   | Centru          | Judith Vizuete             | 20 iulie 1995          | 1,71 m   |          |        | CSU Cluj Napoca |
| 6   | Extremă dreapta | Florența Ilie              | 21 iunie 1996          | 1,72 m   |          |        | CSU Cluj Napoca |
| 8   | Extremă stânga  | Denisa Șelever             | 23 septembrie 1996     |          |          |        | CSU Cluj Napoca |
| 10  | Pivot           | Florina Chintoan (căpitan) | 6 decembrie 1985       | 1,78 m   |          |        | CSU Cluj Napoca |
| 11  | Pivot           | Ana Maria Dumitrașcu       | 3 iulie 1999           |          |          |        | CSU Cluj Napoca |
| 13  | Inter stânga    | Selena Demian              | 19 august 2001         |          |          |        | CSU Cluj Napoca |
| 14  | Inter stânga    | Corina Cordoș              | 20 iunie 1997          | 1,77 m   |          |        | CSU Cluj Napoca |
| 17  | Centru          | Rebeca Necula              | 17 mai 2003            |          |          |        | CSU Cluj Napoca |
| 19  | Inter dreapta   | Diana Lazăr                | 24 august 1991         | 1,78 m   |          |        | CSU Cluj Napoca |
| 21  | Portar          | Mădălina Ion               | 23 februarie 1996      | 1,79 m   |          |        | CSU Cluj Napoca |
| 26  | Portar          | Viorica Țăgean             | 3 mai 1989             | 1,82 m   |          |        | CSU Cluj Napoca |
| 29  | Portar          | Marina Dumanska            | 29 august 2000         |          |          |        | CSU Cluj Napoca |
| 30  | Extremă dreapta | Andreea Bărbos             | 30 noiembrie 1992      | 1,70 m   |          |        | CSU Cluj Napoca |
| 70  | Inter stânga    | Bianca Lupașcu             | 29 noiembrie 2001      | 1,77 m   |          |        | CSU Cluj Napoca |
| 79  | Inter dreapta   | Paulina Masna              | 19 martie 1992         | 1,77 m   |          |        | CSU Cluj Napoca |
| 99  | Extremă stânga  | Raluca Nicolae             | 28 ianuarie 1999       |          |          |        | CSU Cluj Napoca |

### SCM Craiova
Antrenor principal:  Bogdan Burcea
Antrenor secund:  Costin Dumitrescu
Antrenor secund:  Grigore Albici
| Nr. | Post                | Nume                      | Data nașterii (vârsta) | Înălțime | Selecții | Goluri | Echipă      |
| --- | ------------------- | ------------------------- | ---------------------- | -------- | -------- | ------ | ----------- |
| 1   | Portar              | Ekaterina Djukeva         | 8 mai 1988             | 1,85 m   |          |        | SCM Craiova |
| 3   | Extremă dreapta     | Adina Cace                | 29 iulie 2000          | 1,69 m   |          |        | SCM Craiova |
| 6   | Extremă stânga      | Carmen Șelaru             | 24 septembrie 1991     | 1,70 m   |          |        | SCM Craiova |
| 7   | Extremă stânga      | Alexandra Colac           | 19 ianuarie 1998       | 1,69 m   |          |        | SCM Craiova |
| 8   | Inter stânga        | Valentina Ion             | 4 mai 2002             | 1,75 m   |          |        | SCM Craiova |
| 10  | Inter stânga/Centru | Andreea Adespii           | 9 mai 1990             | 1,78 m   |          |        | SCM Craiova |
| 11  | Centru              | Ana Maria Țicu            | 23 februarie 1992      | 1,68 m   |          |        | SCM Craiova |
| 12  | Portar              | Bianca Curmenț            | 12 iunie 1997          | 1,81 m   |          |        | SCM Craiova |
| 15  | Inter dreapta       | Francesca Gogoșeanu       | 21 aprilie 2003        |          |          |        | SCM Craiova |
| 16  | Portar              | Andreea Chetraru          | 5 decembrie 2000       | 1,75 m   |          |        | SCM Craiova |
| 17  | Extremă stânga      | Alexandra Orșivschi       | 11 iulie 1994          | 1,72 m   |          |        | SCM Craiova |
| 20  | Extremă dreapta     | Cristiana Nica            | 28 octombrie 1987      | 1,65 m   |          |        | SCM Craiova |
| 26  | Inter stânga        | Nicoleta Tudorică1)       | 26 noiembrie 1988      | 1,83 m   |          |        | SCM Craiova |
| 29  | Inter dreapta       | Adriana Crăciun           | 29 ianuarie 1989       | 1,80 m   |          |        | SCM Craiova |
| 78  | Pivot               | Ana Maria Mincu           | 14 decembrie 2001      |          |          |        | SCM Craiova |
| 89  | Inter stânga        | Cristina Zamfir (căpitan) | 29 septembrie 1989     | 1,83 m   |          |        | SCM Craiova |
| 90  | Inter dreapta       | Ana Maria Savu            | 24 februarie 1990      | 1,86 m   |          |        | SCM Craiova |
| 91  | Inter stânga        | Alexandra Andrei          | 17 aprilie 1991        | 1,73 m   |          |        | SCM Craiova |
| 94  | Pivot               | Ekaterina Matlașova2)     | 25 septembrie 1994     | 1,85 m   |          |        | SCM Craiova |

1) Revenită în activitate, în ianuarie 2021, după ce a născut;
2) Contract reziliat în ianuarie 2021;

### CSM Galați
Antrenor principal:  Alexandrina Soare
Antrenor secund:
| Nr. | Post                | Nume                 | Data nașterii (vârsta) | Înălțime | Selecții | Goluri | Echipă     |
| --- | ------------------- | -------------------- | ---------------------- | -------- | -------- | ------ | ---------- |
| 1   | Portar              | Ana Maria Micu       | 15 august 2000         | 1,77 m   |          |        | CSM Galați |
| 3   | Inter dreapta       | Cristina Gheorghe    | 24 aprilie 1986        | 1,82 m   |          |        | CSM Galați |
| 5   | Inter stânga        | Cristina Marcu       | 12 aprilie 1995        |          |          |        | CSM Galați |
| 6   | Extremă stânga      | Abigail Vălean       | 14 februarie 1994      | 1,71 m   |          |        | CSM Galați |
| 7   | Inter stânga        | Andreea Prescură     | 4 iunie 2002           | 1,73 m   |          |        | CSM Galați |
| 9   | Inter stânga/Centru | Cristina Andrița     | 5 septembrie 1994      | 1,81 m   |          |        | CSM Galați |
| 10  | Centru              | Daciana Balaban      | 17 aprilie 1984        | 1,69 m   |          |        | CSM Galați |
| 11  | Extremă dreapta     | Cătălina Cioaric     | 11 februarie 1982      | 1,76 m   |          |        | CSM Galați |
| 12  | Portar              | Emilia Anghel        | 6 ianuarie 1994        |          |          |        | CSM Galați |
| 14  | Centru/Inter stânga | Alla Șeiko           | 13 martie 1988         | 1,76 m   |          |        | CSM Galați |
| 15  | Extremă stânga      | Lăcrămioara Cîlici   | 16 august 1990         | 1,69 m   |          |        | CSM Galați |
| 16  | Portar              | Roxana Caragea       | 30 ianuarie 1992       |          |          |        | CSM Galați |
| 18  | Centru              | Daniela Corban       | 5 februarie 1996       | 1,68 m   |          |        | CSM Galați |
| 20  | Centru              | Nikolina Knežević    | 2 iulie 2000           | 1,83 m   |          |        | CSM Galați |
| 22  | Pivot               | Raluca Tănasă        | 21 iulie 2000          | 1,76 m   |          |        | CSM Galați |
| 23  | Pivot               | Mădălina Conache     | 11 februarie 1994      | 1,74 m   |          |        | CSM Galați |
| 28  | Extremă dreapta     | Cristina Clisu       | 21 ianuarie 1987       |          |          |        | CSM Galați |
| 67  | Extremă stânga      | Ana Maria Lopătaru1) | 3 octombrie 1999       | 1,70 m   |          |        | CSM Galați |
| 87  | Inter dreapta       | Patricia Vizitiu     | 15 octombrie 1988      | 1,75 m   |          |        | CSM Galați |
| 88  | Pivot               | Tamara Bokarić       | 14 februarie 1990      | 1,74 m   |          |        | CSM Galați |
| 92  | Portar              | Mădălina Pușcaș      | 12 noiembrie 1992      | 1,74 m   |          |        | CSM Galați |
|     | Portar              | Nicoleta Petre       |                        | 1,83 m   |          |        | CSM Galați |

1) Din 4 ianuarie 2021;

### CS Dacia Mioveni 2012
Antrenor principal:  Gheorghe Covaciu
Antrenor secund:  Daniel Gheorghe
| Nr. | Post            | Nume                 | Data nașterii (vârsta) | Înălțime | Selecții | Goluri | Echipă                |
| --- | --------------- | -------------------- | ---------------------- | -------- | -------- | ------ | --------------------- |
| 2   | Inter dreapta   | Daria Porohniuc      | 17 august 2001         |          |          |        | CS Dacia Mioveni 2012 |
| 3   | Inter stânga    | Geanina Nițu         | 13 martie 1999         | 1,76 m   |          |        | CS Dacia Mioveni 2012 |
| 4   | Inter stânga    | Andreea Preduca      | 7 noiembrie 2000       | 1,73 m   |          |        | CS Dacia Mioveni 2012 |
| 6   | Inter stânga    | Iulia Andrei         | 19 martie 1997         | 1,76 m   |          |        | CS Dacia Mioveni 2012 |
| 7   | Extremă dreapta | Andreea Lipară       | 13 iulie 1990          | 1,68 m   |          |        | CS Dacia Mioveni 2012 |
| 8   | Inter stânga    | Alexandra Georgescu  | 31 mai 1995            | 1,77 m   |          |        | CS Dacia Mioveni 2012 |
| 9   | Pivot           | Ioana Toader         | 15 ianuarie 2001       |          |          |        | CS Dacia Mioveni 2012 |
| 10  | Inter stânga    | Anca Onicaș          | 21 mai 1996            | 1,87 m   |          |        | CS Dacia Mioveni 2012 |
| 13  | Extremă stânga  | Diana Constantinescu | 13 februarie 1992      |          |          |        | CS Dacia Mioveni 2012 |
| 16  | Portar          | Ramona Dumitrache    | 2 februarie 1998       |          |          |        | CS Dacia Mioveni 2012 |
| 17  | Inter stânga    | Teodora Bloj         | 31 ianuarie 1986       | 1,80 m   |          |        | CS Dacia Mioveni 2012 |
| 18  | Centru          | Anisa Șerban         | 18 ianuarie 1999       | 1,72 m   |          |        | CS Dacia Mioveni 2012 |
| 19  | Extremă stânga  | Norica Pîrvulescu    | 19 februarie 1998      |          |          |        | CS Dacia Mioveni 2012 |
| 20  | Centru          | Alexandra Banciu     | 20 martie 1998         | 1,81 m   |          |        | CS Dacia Mioveni 2012 |
| 22  | Portar          | Olivia Nanu          | 11 august 1987         | 1,84 m   |          |        | CS Dacia Mioveni 2012 |
| 25  | Pivot           | Cynthia Tomescu      | 30 iulie 1991          | 1,80 m   |          |        | CS Dacia Mioveni 2012 |
| 28  | Pivot           | Roxana Cîrjan        | 28 septembrie 1994     | 1,73 m   |          |        | CS Dacia Mioveni 2012 |
| 55  | Portar          | Tamara Popović       | 5 mai 1993             | 1,78 m   |          |        | CS Dacia Mioveni 2012 |
| 77  | Portar          | Sara Rus1)           | 29 septembrie 2002     | 1,89 m   |          |        | CS Dacia Mioveni 2012 |
| 92  | Extremă stânga  | Mădălina Toma        | 22 mai 1992            |          |          |        | CS Dacia Mioveni 2012 |
| 94  | Extremă dreapta | Cristina Boian       | 28 aprilie 1994        | 1,64 m   |          |        | CS Dacia Mioveni 2012 |
| 95  | Inter dreapta   | Katarina Tanasković  | 22 februarie 1995      | 1,85 m   |          |        | CS Dacia Mioveni 2012 |

1) Împrumutatâ în decembrie 2020 de la echipa SCM Râmnicu Vâlcea;

### CS Activ Prahova Ploiești
Antrenor principal:  Florin Ciupitu
Antrenor secund:  Nicolae Nimu
| Nr. | Post            | Nume               | Data nașterii (vârsta) | Înălțime | Selecții | Goluri | Echipă                    |
| --- | --------------- | ------------------ | ---------------------- | -------- | -------- | ------ | ------------------------- |
| 1   | Portar          | Alexandra Popescu  | 23 septembrie 1999     | 1,79 m   |          |        | CS Activ Prahova Ploiești |
| 2   | Pivot           | Andra State        | 16 octombrie 1999      |          |          |        | CS Activ Prahova Ploiești |
| 5   | Pivot           | Mădălina Mureș     | 27 mai 1994            | 1,75 m   |          |        | CS Activ Prahova Ploiești |
| 6   | Centru          | Valentina Leuștean | 10 iulie 1999          | 1,70 m   |          |        | CS Activ Prahova Ploiești |
| 7   | Extremă stânga  | Grațiela Stoica    | 13 octombrie 1999      | 1,60 m   |          |        | CS Activ Prahova Ploiești |
| 8   | Extremă dreapta | Ionela Leuștean    | 10 iulie 1999          | 1,73 m   |          |        | CS Activ Prahova Ploiești |
| 10  | Extremă stânga  | Cristina Crețu     | 13 ianuarie 1998       | 1,75 m   |          |        | CS Activ Prahova Ploiești |
| 11  | Inter dreapta   | Florentina Popescu | 31 mai 1994            |          |          |        | CS Activ Prahova Ploiești |
| 12  | Portar          | Ana Maria Inculeț  | 21 octombrie 1994      | 1,82 m   |          |        | CS Activ Prahova Ploiești |
| 13  | Centru          | Roxana Beșleagă    | 27 septembrie 2000     | 1,68 m   |          |        | CS Activ Prahova Ploiești |
| 15  | Centru          | Ana Maria Șerban   | 30 aprilie 1996        | 1,66 m   |          |        | CS Activ Prahova Ploiești |
| 16  | Portar          | Ioana Paraschiv    | 19 februarie 1997      |          |          |        | CS Activ Prahova Ploiești |
| 17  | Inter stânga    | Diana Lăscăteu     | 11 septembrie 2001     | 1,85 m   |          |        | CS Activ Prahova Ploiești |
| 23  | Inter stânga    | Oana Bucă          | 13 martie 1997         |          |          |        | CS Activ Prahova Ploiești |
| 87  | Pivot           | Cristiana Florea   | 10 decembrie 1987      |          |          |        | CS Activ Prahova Ploiești |
| 88  | Extremă dreapta | Adina Panaite      | 24 noiembrie 1988      | 1,65 m   |          |        | CS Activ Prahova Ploiești |
| 96  | Centru          | Loredana Vartic    | 12 iunie 1996          | 1,75 m   |          |        | CS Activ Prahova Ploiești |

### SCM Râmnicu Vâlcea
Antrenor principal:  Florentin Pera
Antrenor secund:  Goran Kurteš
Antrenor cu portarii:  Ildiko Barbu
| Nr. | Post                | Nume                      | Data nașterii (vârsta) | Înălțime | Selecții | Goluri | Echipă             |
| --- | ------------------- | ------------------------- | ---------------------- | -------- | -------- | ------ | ------------------ |
| 1   | Portar              | Daciana Hosu1)            | 16 ianuarie 1998       | 1,82 m   |          |        | SCM Râmnicu Vâlcea |
| 3   | Pivot               | Maren Aardahl             | 2 martie 1994          | 1,82 m   |          |        | SCM Râmnicu Vâlcea |
| 5   | Inter stânga        | Jelena Trifunović         | 4 august 1991          | 1,79 m   |          |        | SCM Râmnicu Vâlcea |
| 6   | Pivot               | Asma Elghaoui             | 29 august 1991         | 1,70 m   |          |        | SCM Râmnicu Vâlcea |
| 8   | Inter stânga        | Raluca Dăscălete          | 8 ianuarie 1992        | 1,84 m   |          |        | SCM Râmnicu Vâlcea |
| 12  | Portar              | Diana Ciucă               | 1 iunie 2000           | 1,80 m   |          |        | SCM Râmnicu Vâlcea |
| 13  | Inter stânga        | Evgenija Minevskaja       | 31 octombrie 1992      | 1,82 m   |          |        | SCM Râmnicu Vâlcea |
| 14  | Extremă dreapta     | Željka Nikolić            | 12 iulie 1991          | 1,64 m   |          |        | SCM Râmnicu Vâlcea |
| 17  | Extremă dreapta     | Marta López               | 4 februarie 1990       | 1,68 m   |          |        | SCM Râmnicu Vâlcea |
| 18  | Inter dreapta       | Daria Bucur2)             | 11 iulie 1999          | 1,81 m   |          |        | SCM Râmnicu Vâlcea |
| 21  | Extremă stânga      | Ann Grete Nørgaard4)      | 15 septembrie 1983     | 1,62 m   |          |        | SCM Râmnicu Vâlcea |
| 22  | Extremă stânga      | Cristina Florica          | 11 mai 1992            | 1,62 m   |          |        | SCM Râmnicu Vâlcea |
| 23  | Centru/Inter stânga | Irina Glibko              | 18 februarie 1990      | 1,70 m   |          |        | SCM Râmnicu Vâlcea |
| 24  | Pivot               | Andreea Țîrle3)           | 2 aprilie 2002         | 1,77 m   |          |        | SCM Râmnicu Vâlcea |
| 27  | Centru              | Alicia Fernández          | 21 decembrie 1992      | 1,72 m   |          |        | SCM Râmnicu Vâlcea |
| 43  | Portar              | Marta Batinović (căpitan) | 20 aprilie 1990        | 1,84 m   |          |        | SCM Râmnicu Vâlcea |
| 71  | Centru              | Kristina Liščević         | 20 octombrie 1989      | 1,73 m   |          |        | SCM Râmnicu Vâlcea |
| 77  | Portar              | Sara Rus5)                | 29 septembrie 2002     | 1,89 m   |          |        | SCM Râmnicu Vâlcea |
| 89  | Extremă stânga      | Corina Lupei3)            | 12 iulie 2002          | 1,75 m   |          |        | SCM Râmnicu Vâlcea |
| 99  | Inter dreapta       | Mireya González           | 18 iulie 1991          | 1,78 m   |          |        | SCM Râmnicu Vâlcea |

1) Transferată, pe 8 octombrie 2020, de la Corona Brașov;
2) Transferată, pe 27 octombrie 2020, de la Corona Brașov;
3) Transferate, în octombrie 2020, de la CNE Râmnicu Vâlcea;
4) Contract reziliat în 19 decembrie 2020. Ulterior a semnat cu echipa norvegiană Storhamar Håndball Elite;
5) Împrumutată în decembrie 2020 la echipa CS Dacia Mioveni 2012;

### CSM Slatina
Antrenor principal:  Victorina Bora
Antrenor secund:  Iulian Perpelea
| Nr. | Post            | Nume                   | Data nașterii (vârsta) | Înălțime | Selecții | Goluri | Echipă      |
| --- | --------------- | ---------------------- | ---------------------- | -------- | -------- | ------ | ----------- |
| 1   | Portar          | Viktoria Timoșenkova1) | 4 noiembrie 1983       | 1,83 m   |          |        | CSM Slatina |
| 3   | Centru          | Adina Cîrligeanu       | 11 martie 1991         | 1,80 m   |          |        | CSM Slatina |
| 5   | Inter stânga    | Larisa Tămaș           | 16 mai 1994            | 1,76 m   |          |        | CSM Slatina |
| 6   | Centru          | Geanina Drăghici       | 8 februarie 1989       | 1,70 m   |          |        | CSM Slatina |
| 9   | Pivot           | Elena Fulgoi           | 1 octombrie 1999       |          |          |        | CSM Slatina |
| 10  | Inter stânga    | Sonia Vasiliu          | 11 ianuarie 1996       | 1,82 m   |          |        | CSM Slatina |
| 15  | Extremă stânga  | Hermina Stoicănescu    | 17 decembrie 1996      | 1,68 m   |          |        | CSM Slatina |
| 16  | Portar          | Elena Nagy             | 21 ianuarie 1998       |          |          |        | CSM Slatina |
| 18  | Inter dreapta   | Andreea Ivan           | 18 februarie 1991      |          |          |        | CSM Slatina |
| 20  | Extremă dreapta | Oana Chitacu           | 12 august 1986         | 1,68 m   |          |        | CSM Slatina |
| 22  | Centru          | Luciana Popescu        | 13 octombrie 1988      | 1,76 m   |          |        | CSM Slatina |
| 26  | Extremă stânga  | Nicoleta Rusu          | 26 februarie 1987      | 1,64 m   |          |        | CSM Slatina |
| 27  | Pivot           | Lorena Ostase          | 25 iulie 1997          | 1,79 m   |          |        | CSM Slatina |
| 85  | Portar          | Mirela Pașca           | 26 septembrie 1985     | 1,78 m   |          |        | CSM Slatina |
| 86  | Inter stânga    | Clara Vădineanu        | 26 octombrie 1986      | 1,83 m   |          |        | CSM Slatina |

1) Transferată, pe 30 martie 2021;

### HC Zalău
Antrenor principal:  Gheorghe Tadici
Antrenor secund:  Elena Tadici
| Nr. | Post            | Nume                 | Data nașterii (vârsta) | Înălțime | Selecții | Goluri | Echipă   |
| --- | --------------- | -------------------- | ---------------------- | -------- | -------- | ------ | -------- |
| 1   | Portar          | Raluca Kelemen       | 24 februarie 1998      | 1,80 m   |          |        | HC Zalău |
| 3   | Centru          | Diana Nichitean      | 11 martie 1998         | 1,80 m   |          |        | HC Zalău |
| 4   | Extremă dreapta | Cristina Mitrache    | 2 februarie 1997       | 1,75 m   |          |        | HC Zalău |
| 5   | Inter stânga    | Alexandra Severin    | 30 martie 1998         | 1,77 m   |          |        | HC Zalău |
| 6   | Inter dreapta   | Bianca Berbece       | 26 octombrie 1999      | 1,83 m   |          |        | HC Zalău |
| 8   | Extremă stânga  | Alexandra Dindiligan | 16 februarie 1997      | 1,69 m   |          |        | HC Zalău |
| 9   | Inter stânga    | Amalia Coman1)       | 29 iulie 2000          |          |          |        | HC Zalău |
| 10  | Extremă dreapta | Gabriela Vrabie      | 11 iunie 2000          | 1,72 m   |          |        | HC Zalău |
| 11  | Inter stânga    | Irina Ivan           | 6 martie 1992          | 1,85 m   |          |        | HC Zalău |
| 12  | Portar          | Paula Teodorescu     | 26 martie 1984         | 1,76 m   |          |        | HC Zalău |
| 14  | Pivot           | Mouna Jlezi          | 22 iunie 1991          | 1,73 m   |          |        | HC Zalău |
| 15  | Extremă stânga  | Andreea Mihart       | 11 noiembrie 1999      | 1,72 m   |          |        | HC Zalău |
| 16  | Portar          | Adina Sabău          | 12 februarie 1997      | 1,83 m   |          |        | HC Zalău |
| 18  | Centru          | Larisa Șerban        | 17 martie 1999         | 1,73 m   |          |        | HC Zalău |
| 19  | Inter stânga    | Aleksandra Prikop    | 25 ianuarie 1999       | 1,83 m   |          |        | HC Zalău |
| 22  | Inter stânga    | Sabrina Lazea        | 1 noiembrie 1997       | 1,80 m   |          |        | HC Zalău |
| 23  | Pivot           | Teodora Popescu      | 7 noiembrie 1998       | 1,75 m   |          |        | HC Zalău |

1) Împrumutată în aprilie 2021 la echipa CSU Știința București;